# Albaret-Sainte-Marie
Albaret-Sainte-Marie là một xã ở tỉnh Lozère trong vùng Occitanie, phía nam nước Pháp. Khu vực này có độ cao trung bình 970 mét trên mực nước biển.